# Erich Ludolf Nuernbergk

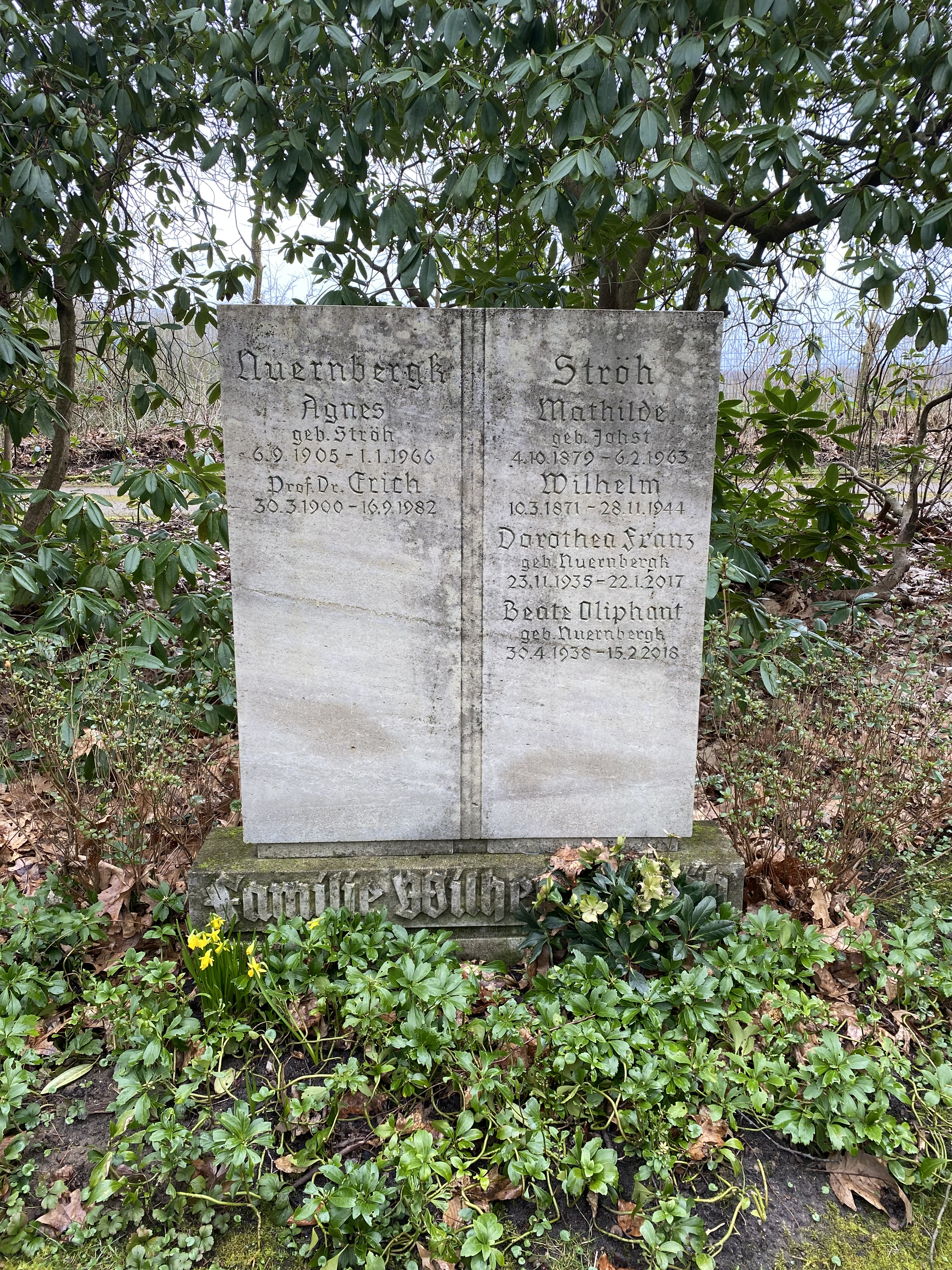
Grabstätte auf dem Waldfriedhof Wohldorf

Erich Ludolf Nuernbergk (* 30. März 1900 in Kairo; † 16. September 1982) war ein deutscher Botaniker.

## Leben
Nach dem Abitur 1918 am Wilhelm-Gymnasium und der Promotion zum Dr. phil. nat. in Halle an der Saale 1925 war er von 1947 bis 1957 Dozent für Allgemeine Botanik an der Universität Hamburg und von 1957 bis 1965 Professor für Allgemeine Botanik in Hamburg.
Erich Nuernbergk wurde auf dem Hamburger Waldfriedhof Wohldorf beigesetzt.

## Schriften (Auswahl)
- Beiträge zur Physiologie des Tagesschlafs der Pflanzen. Jena 1925, OCLC 475404425.
- Untersuchungen über die Lichtverteilung in Avena-Koleoptilen und anderen phototropisch reizbaren Pflanzenorganen bei einseitiger Beleuchtung. Ein Beitrag zur Kritik der Beweisführung der Blaauwschen Theorie. Jena 1927, OCLC 475404255.
- Kunstlicht und Pflanzenkultur. München 1961, OCLC 686895801.